# Cochlearia conwayi
Cochlearia conwayi är en korsblommig växtart som beskrevs av William Botting Hemsley. Cochlearia conwayi ingår i släktet skörbjuggsörter, och familjen korsblommiga växter. Inga underarter finns listade i Catalogue of Life.